# Gosan-dong
Gosan-dong (koreanska: 고산동) är en stadsdel i staden Daegu i den sydöstra delen av Sydkorea,  245 km sydost om huvudstaden Seoul. Den ligger i stadsdistriktet Suseong-gu.

## Indelning
Administrativt är Gosan-dong indelat i:
| Namn    | Namn              | Yta km² | Invånare 31 dec 2020 |
| ------- | ----------------- | ------- | -------------------- |
| 고산1동 | Gosan 1(il)-dong  | 8,79    | 31 624               |
| 고산2동 | Gosan 2(i)-dong   | 24,47   | 27 859               |
| 고산3동 | Gosan 3(sam)-dong | 5,01    | 34 293               |